# Buckley (Michigan)
Buckley é uma vila localizada no estado americano de Michigan, no Condado de Wexford.

## Demografia
Segundo o censo americano de 2000, a sua população era de 550 habitantes. 
Em 2006, foi estimada uma população de 560, um aumento de 10 (1.8%).

## Geografia
De acordo com o United States Census Bureau tem uma área de 
4,8 km², dos quais 4,6 km² cobertos por terra e 0,2 km² cobertos por água. Buckley localiza-se a aproximadamente 320 m acima do nível do mar.

## Localidades na vizinhança
O diagrama seguinte representa as localidades num raio de 24 km ao redor de Buckley. 